# Mick Goodrick
Mick Goodrick (* 9. Juni 1945 in Sharon, Pennsylvania; † 16. November 2022) war ein US-amerikanischer Jazzgitarrist und -lehrer.

## Leben und Wirken
Goodrick begann unter dem Eindruck von Stan Kentons Sommercamps im Alter von elf Jahren Gitarre zu spielen und studierte bis 1967 am Berklee College of Music, wo er anschließend auch unterrichtete. 1970 entstanden in Chicago erste Aufnahmen, als er bei Woody Herman and His Orchestra spielte (Woody, Cadet). Von 1973 bis 1976 arbeitete er mit dem Vibraphonisten Gary Burton, mit dem er auch einige Alben einspielte wie The New Quartet und In The Public Interest.
Seitdem unterrichtete Goodrick am Berklee College und am New England Conservatory und trat nur noch sporadisch als Musiker auf. Mitte der 1970er Jahre gab Goodrick die Verwendung eines Plektrums auf und spielte fortan mit einer Fingerstyle-Technik. 1978 nahm er als Leader eines Quartetts mit Eddie Gomez, John Surman und Jack DeJohnette auf. Von 1979 bis 1981 leitete er ein Trio mit einem seiner Schüler, dem Gitarristen Randy Roos, und Steve Swallow. Seit 1982 tourte er mit Charlie Hadens Liberation Music Orchestra. 1987 schloss er sich DeJohnettes Special Edition an, mit der er bis 1990 auf Tournee ging und Aufnahmen machte; gleichzeitig spielte er in einem Quartett mit Dewey Redman, Haden und Paul Motian. Außerdem war er auch Sideman von Pat Metheny (den er stark beeinflusste), John Scofield, John Abercrombie, Dave Liebman, Steve Swallow, Mika Pohjola, Laszlo Gardony und Greg Hopkins.
Goodrick veröffentlichte zudem Alben mit einem kooperativen Quartett (1990 mit Claudio Fasoli, Palle Danielsson und Tony Oxley), in einer weiteren Gruppe mit Fasoli, Paolino Dalla Porta und Billy Elgart (1991), in einem Duo mit Joe Diorio (1993). Im Bereich des Jazz war er laut Tom Lord zwischen 1977 und 2009 an 66 Aufnahmesessions beteiligt, außer den Genannten ab den 1990er-Jahren auch mit Jim Hall, Kent Sangster, Jerry Bergonzi, Hal Crook, Wolfgang Muthspiel, Greg Hopkins, Ed Byrne, Lello Molinari, Dan Wall, Vardan Ovsepian, Dominique Eade und in der Formation Three Play + (American Waltz, u. a. mit Phil Grenadier und George Garzone).
Sein Buch The Advancing Guitarist gilt als Standardwerk für Gitarristen. Dies Buch hat eine andere Herangehensweise als andere Gitarrenliteratur. Zwischen 2001 und 2007 erschien sein dreiteiliges Mr. Goodchord’s Almanac of Guitar Voice-Leading for the Year 2001 and Beyond. Gemeinsam mit Tim Miller verfasste er das Lehrbuch Creative Chordal Harmony for Guitar: Using Generic Modality Compression (Berklee Press/Hal Leonard 2012).
Mick Goodrick erlag 2022 77-jährig seiner Parkinsonerkrankung.

## Diskographische Hinweise
- In Pas(s)ing mit Jack DeJohnette, Eddie Gomez, John Surman, ECM, 1978
- Biorhythmus mit Gary Chaffee, Harvie Swartz, 1990
- Cities mit Paolino Dalla Porta, Bill Elgart, Claudio Fasoli, 1992
- Rare Birds, 1993, duo mit Joe Diorio
- Sunscreams mit Jerry Bergonzi, Gary Chaffee, Bruce Gertz, 1993
- In the Same Breath mit Bill Frisell, Dave Liebman, Wolfgang Muthspiel, 1995
- Live at the Jazz Standard, 2010, mit Wolfgang Muthspiel
- Trois Trios mit Claudio Fasoli u. a.

## Lexikalische Hinweise
- Barry Kernfeld Goodrick, Mick. New Grove Dictionary of Jazz 2002 (Oxford Music Online)